# Bartender (manga)
Bartender (バーテンダー, Bātendā) és un manga escrit per Araki Jō i il·lustrat per Kenji Nagatomo. La història se centra en un talentós bàrman que utilitza el seu gran talent per a alleugerir les penes i alleujar les ànimes dels seus turmentats clients. El manga fou primer publicat en la revista Super Jump. Després fou adaptat a un anime que se va emetre en Japó el 15 d'octubre del 2006 per Fuji TV.

## Argument
Bartender conta la vida nocturna de Ryū Sasakura un prodigi entre els bàrman que té la fama de preparar els millors còctels que es puguen provar, per això és conegut com a Kami no Glass o Got dels Déus. Sasakura passa el seu temps en un menut bar dit Eden Hall, amagat al fons del districte de Ginza en el centre de Tòquio. Es diu que la gent normal no pot simplement trobar el bar i entrar, sinó que han de ser "convidats" per l'amo. En el transcurs de l'anime, diversos personatges de diferents aparences i amb distints (i inusuals) problemes i dures càrregues, són "convidats" a Eden Hall i delectats amb les begudes de Sasakura; les quals, amb ajuda del jove Bartender, ajuden els clients a reflexionar sobre les seues vides i prendre la decisió d'afrontar i resoldre els seus problemes.

## Personatges
Ryū Sasakura (佐々倉溜, Sasakura Ryuu)
Ryū és un geni dels còctels que ajuda a les persones que arriben al seu bar. Encara que no s'explica al principi, Ryū de fet duu el bar per si sol i Eden Hall és el seu primer bar. Primer treballà com ajudant per a un Barman veterà, el que li donà l'experiència necessària per a manejar el treball. En el capítol 9 es revela que, de fet, Ryū serví una vegada un còctel equivocat a una senyora, que immediatament demanà que l'hi canviara, a pesar que ell esperava que fora l'indicat. A causa d'açò, cada any des que obrí el bar, Ryū reserva eixa nit el bar a l'espòs de la senyora, que a més fou el primer client d'Eden Hall. Ryū sempre manté el seu componiment i fa un gran i sincer esforç per a ajudar els clients que veu inquiets o molests. Es mostra que maneja tota mena d'espirituoses (begudes amb alcohol) i coneix quasi tota la història de les begudes que serveix. També és famós per servir el "Got dels Déus" un còctel que canvia per a cada client, segons el que la seua ànima necessite, el que convertix a Eden Hall en un agradable lloc per a les persones que cerquen el menú dels seus cors. Segons el manga, Ryū té 26 anys
Miwa Kurushima (来島美和, Kurushima Miwa)
Miwa al principi arriba a Eden Hall per a demanar-li a Ryū que endevine quin licor contenia una ampolla que ella havia trencat en la seua infància. És filla única i quan era menuda, el seu pare va decidir proposar-li al seu avi convertir la vella posada de la família en un hotel-bar modernitzat, a causa dels canvis de l'època i les necessitats dels clients. No obstant això, l'avi estava dubtós i decidí no donar suport la idea. A partir de llavors s'anaren distanciant, fins que un dia el pare de Miwa cridà al seu avi per a convidar-lo a prendre una beguda que volia oferir-li. Eixe fatídic dia Miwa, de quatre anys, prengué l'ampolla i va córrer cap al seu iaiet. S'ensopegà i la borsa que embolicava l'ampolla li relliscà de les mans, es trencà, vessant-se el seu contingut. Miwa se sentia culpable que el seu pare i avi no hagueren pogut prendre el licor junts, i per això seguiren apartats unisc de l'altre. Poc temps després, els pares de Miwa moriren en un accident d'acte, el que acabà amb les possibilitats de Miwa de saber el nom d'eixe glop tan especial. Després d'una llarga conversa amb Ryuu, el misteri de l'ampolla va ser resolt i per fi Miwa aconseguí que el seu avi ho provara. L'ampolla era de Suntory's Kakubin (al que Ryū anomenà "Kaku" per a escurçar). A partir de llavors, Miwa apareix en quasi cada episodi com personatge secundari i de vegades narra part de la història. Se sap que es convertí en client assídua del bar, fins i tot convidà a una amiga i en una ocasió (ep 7) cuida Ryū quan aquest s'emmalalteix. En el manga se sap que Miwa treballa per a Kamishima, el primer client mostrat en la sèrie.

## Contingut de l'obra

### Manga
El manga fou escrit per Araki Joh, il·lustrat per Kenji Nagamoto. És publicat per Sueisha.

### Anime
Produït per Palm Studios i dirigit per Masaki Watanabe, fou transmès per Fuji TV en Japó el 15 d'octubre del 2006. L'anime consta d'11 episodis en la seua única temporada i en cadascun es conta la història dels clients i un poc de la història del glop que els serveix Ryuu. L'estil d'animació és diferent de molts animes, perquè els escenaris semblen reals.

## La Llegenda d'Eden Hall
Segons l'anime, la llegenda conta que fa molt temps, les fades estaven celebrant un gran banquet, quan va aparèixer un humà (l'únic que havia arribat fins allí) i les fades fugiren espantades, oblidant una copa, l'humà arreplegà la copa i va veure que tenia una inscripció que deia: "si trenques aquesta copa, morirà la felicitat d'Eden Hall". Per això es diu així el bar, a més hi ha una escultura de gel en el congelador que representa la copa màgica i la bona fortuna del bar.